# Фелікс Борха
Фелікс Александер Борха Валенсія (ісп. Félix Alexander Borja Valencia, нар. 2 квітня 1983) — еквадорський футболіст, нападник клубу «Депортіво Ель Насьйональ».
Виступав, зокрема, за клуби «Депортіво Ель Насьйональ» та «Пачука», а також національну збірну Еквадору.

## Клубна кар'єра
У дорослому футболі дебютував 2001 року виступами за команду клубу «Депортіво Ель Насьйональ», в якій провів п'ять сезонів, взявши участь у 73 матчах чемпіонату.
Своєю грою за цю команду привернув увагу представників тренерського штабу клубу «Олімпіакос», до складу якого приєднався 2006 року. Відіграв за клуб з Пірея наступний сезон своєї ігрової кар'єри. Більшість часу, проведеного у складі «Олімпіакоса», був основним гравцем атакувальної ланки команди.
2007 року уклав контракт з клубом «Майнц 05», у складі якого провів наступні три роки своєї кар'єри гравця. Граючи у складі «Майнца» також здебільшого виходив на поле в основному складі команди.
Протягом 2010—2011 років захищав кольори команди клубу «Пуебла».
З 2011 року один сезон захищав кольори команди клубу «Пачука». Тренерським штабом нового клубу також розглядався як гравець «основи».
Згодом з 2013 по 2016 рік грав у складі команд клубів «ЛДУ Кіто», «Чівас США», «Мусук Руна», «Реал Гарсіласо» та «Саут Чайна».
До складу клубу «Депортіво Ель Насьйональ» приєднався 2017 року. Станом на 21 січня 2018 року відіграв за команду з Кіто 17 матчів в національному чемпіонаті.

## Виступи за збірні
2005 року дебютував в офіційних матчах у складі національної збірної Еквадору.
У складі збірної був учасником розіграшу Кубка Америки 2001 року в Колумбії, чемпіонату світу 2006 року в Німеччині, розіграшу Кубка Америки 2007 року у Венесуелі.